# Lurquin Coudert

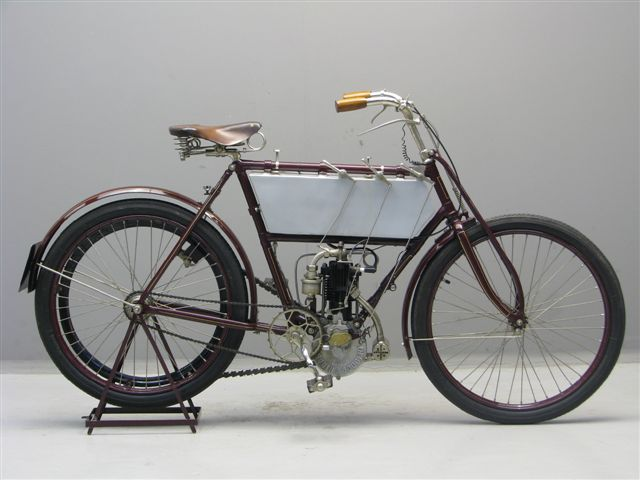
Lurquin Coudert 211 cc kop/zijklepper uit 1904

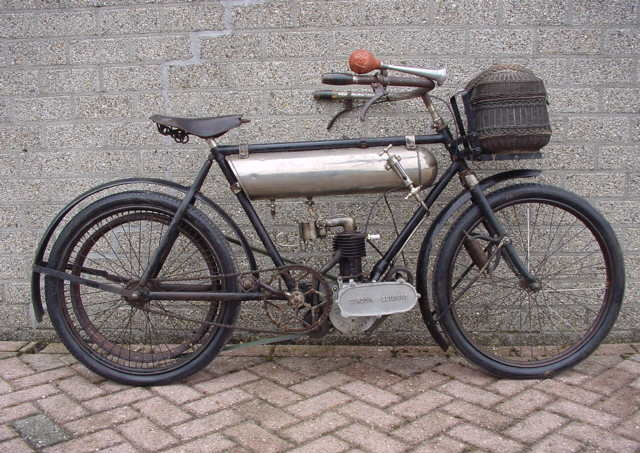
Lurquin Coudert 250 cc 1907

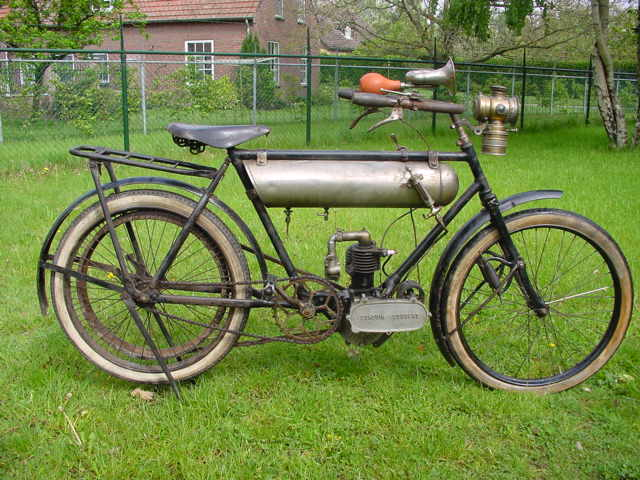
Lurquin Coudert 250 cc 1908

Lurquin Coudert is een historisch merk van motorfietsen.
Lurquin Coudert was een Frans merk, gevestigd in Parijs, dat in elk geval tussen 1904 en 1908 211- en 250 cc eencilinders maakte, die al een simpele vorm van voorvering hadden.